# Сан-Андрес (Санта-Крус-де-Тенерифе)
Сан-Андре́с, исп. San Andrés — деревня, расположенная на острове Тенерифе, Канарские острова (Испания). Находится на побережье у подножия гор Анага, в 7 километрах (4,3 мили) к северо-востоку от столицы Санта-Крус-де-Тенерифе. Административно входит в состав провинции Санта-Крус-де-Тенерифе. Сан-Андрес — одна из старейших деревень Канарских островов, основанная около 1498 года.

## Местные названия
Это поселение на протяжении всей своей истории носило множество названий. Гуанчи называли две долины, составляющие Сан-Андрес, Abicor и Ibaute. По мнению некоторых ученых, название Abicor ассоциируется с фиговыми деревьями, в то время как Ibaute похоже на слово нескольких африканских языков, используемое для обозначения ульев. Уже после прихода испанцев долина в первые годы стала известна как Valle de las Higueras (по обилию фиговых деревьев), Valle de Salazar (по имени владельца) и Valle de San Andrés (по имени святого покровителя). Наконец, закрепилось нынешнее название. Однако в первой половине XX века из-за крупного гончарного производства поселение также было известно как San Andres de Pots.

## История

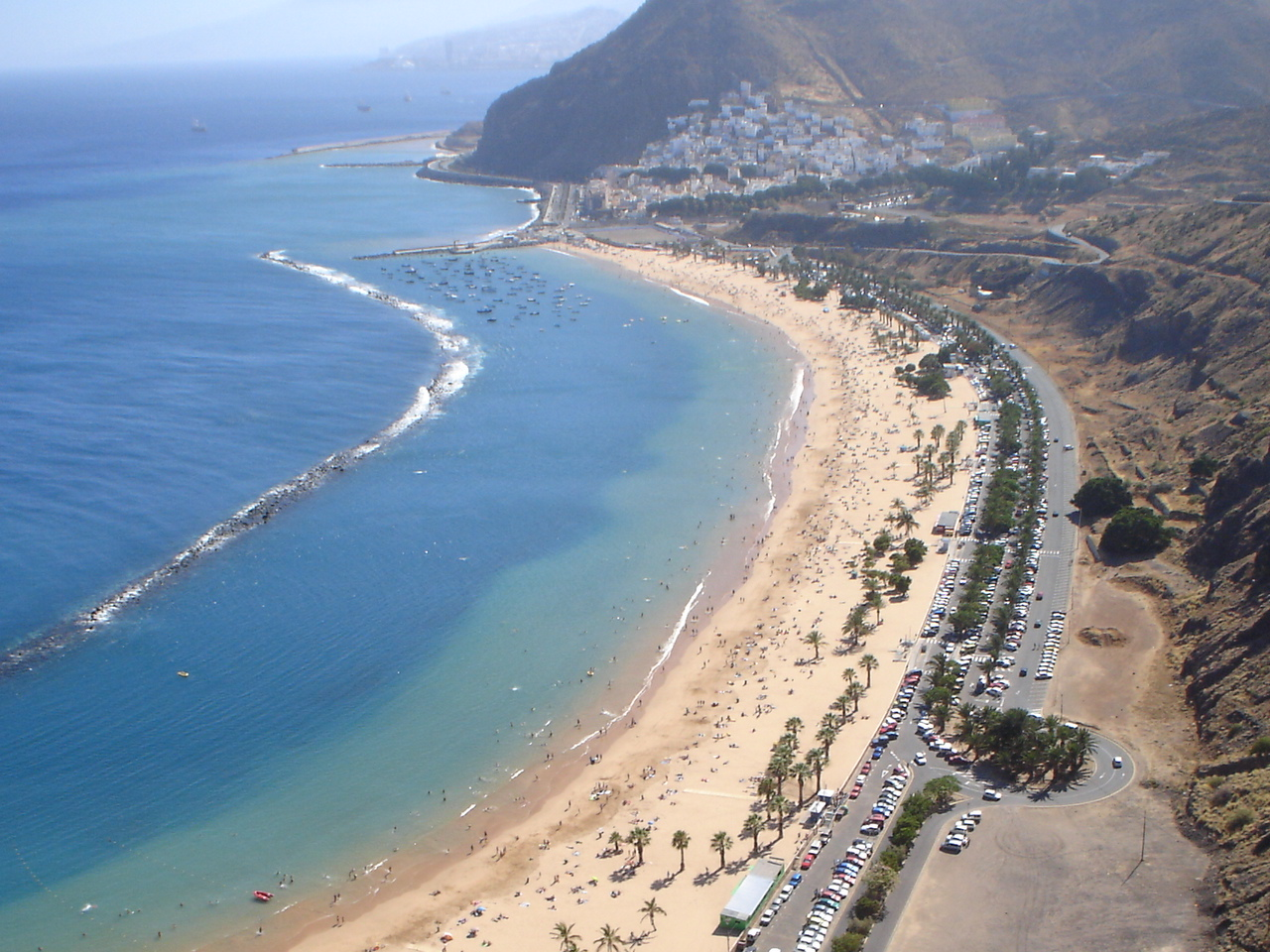
Пляж Лас-Тереситас в Сан-Андрес на Тенерифе.

Этот район был заселён со времён гуанчей (коренных жителей острова Тенерифе). Согласно современным источникам, одна из пещер, до завоевания Канарских островов кастильцами служивших резиденцией менсею Бенехаро, находилась в долине Сан-Андрес. В пещере на окраине этой местности была обнаружена знаменитая Мумия из Сан-Андреса — мумифицированное тело, принадлежащее культуре гуанчей. Сейчас она хранится в Музее природы и человека в Санта-Крус-де-Тенерифе.
В 1498 году кастилец Лопе де Салазар получил эти земли после завоевания. В 1505—1510 годах де Салазар построил часовню, на которой основана нынешняя церковь Св. Андрея, и поместил в неё два изображения: Святого апостола Андрея, по особому благоговению, и святой Люции, в честь имени своей жены. Также здесь находится замок Сан-Андрес, построенный для защиты Тенерифе от нападений пиратов. В 1706 году была построена крепость с башней, но они были разрушены штормами в 1740 и 1896 годах. До постройки оборонительного замка деревня приобрела репутацию «пиратского порта», потому что это место использовалось как пристань для многочисленных разбойничьих кораблей, которые в это время часто посещали воды Канарских островов.
В 1797 году Сан-Андрес участвовал в защите острова от нападения адмирала Горацио Нельсона, отправив ополченцев деревни в порт Санта-Крус. Замок Сан-Андрес, в свою очередь, воспрепятствовал высадке англичан в этой части побережья острова.
В первой половине XIX века деревня имела статус независимого муниципалитета, но в 1850 году была присоединена к Санта-Крус-де-Тенерифе.
Жители Сан-Андреса живут в основном за счёт рыбной ловли. Туризм также является важным источником занятости. Жители поддерживали традиционный образ жизни на протяжении всей первой половины XX века. Во время Гражданской войны и в послевоенный период Сан-Андрес пережил моменты жестоких репрессий и стал прибежищем эмигрантов, несогласных с режимом Франко.
В 1973 году администрация привезла на остров 4 миллиона мешков песка Сахары для улучшения пляжа Лас-Тереситас. Испанский суд остановил более крупные туристические объекты в 1984 году. В 2000-х годах была предпринята попытка превратить деревню в крупный туристический центр, связанный с пляжем Лас-Тереситас.

## Достопримечательности
- Замок Сан-Андрес
- Церковь Святого апостола Андрея Первозванного
- Пляж Лас Тереситас
- Морской проспект Сан-Андреса
- Гасиенда де Кубас (XVIII век)
- Рыбацкая пристань
- Здание ратуши
- Бывшая школа Эстевеса[исп.]
- Проспект Педро Шварц (известный как Стена)
- Кладбище (одно из древнейших на острове)
- Разноцветный мост

Недалеко от Сан-Андреса находится Playa de las Gaviotas, 200-метровый (660 футов) пляж с белым вулканическим песком у Игесте-де-Сан-Андрес. Глубина у береговой линии составляет 180 метров (590 футов).
В горах Анага находится зона El Bailadero — согласно старинным легендам, место, где ведьмы танцевали вокруг костров и занимались колдовством.

## Галерея

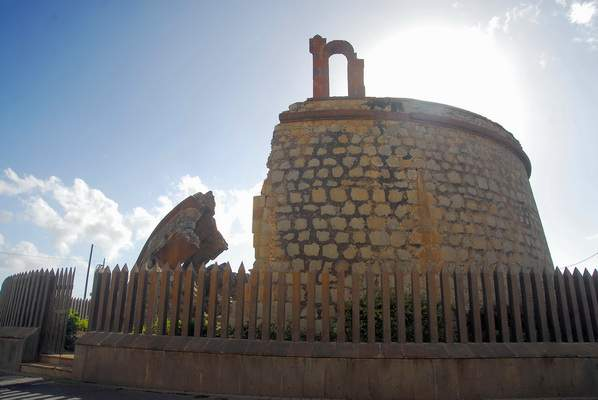
Замок Сан-Андрес.
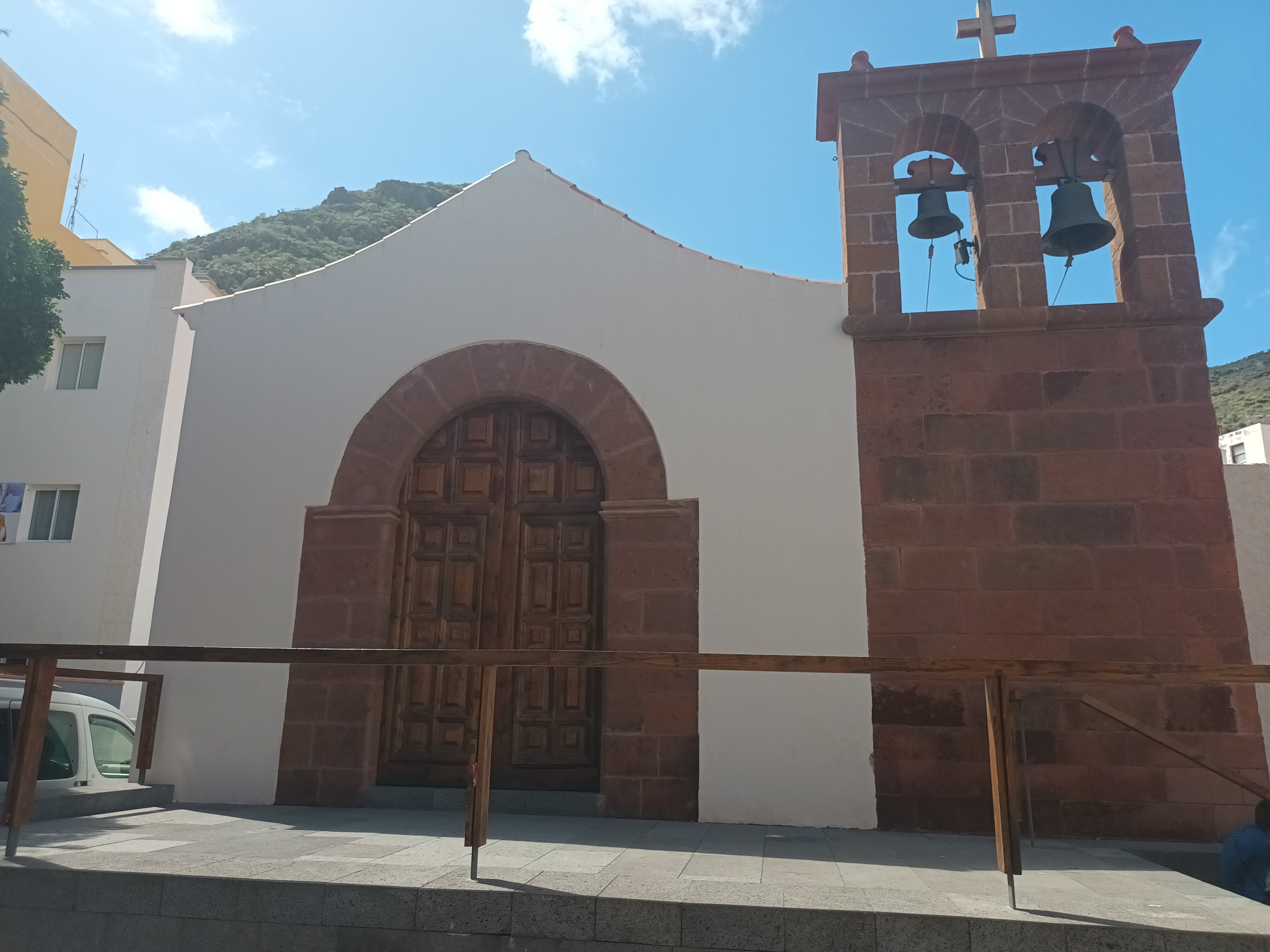
Церковь Святого апостола Андрея Первозванного.
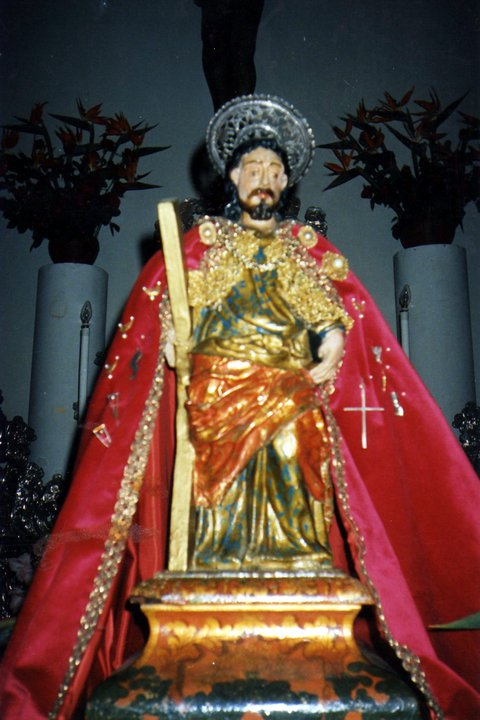
Статуя Святого апостола Андрея Первозванного в церкви его имени.
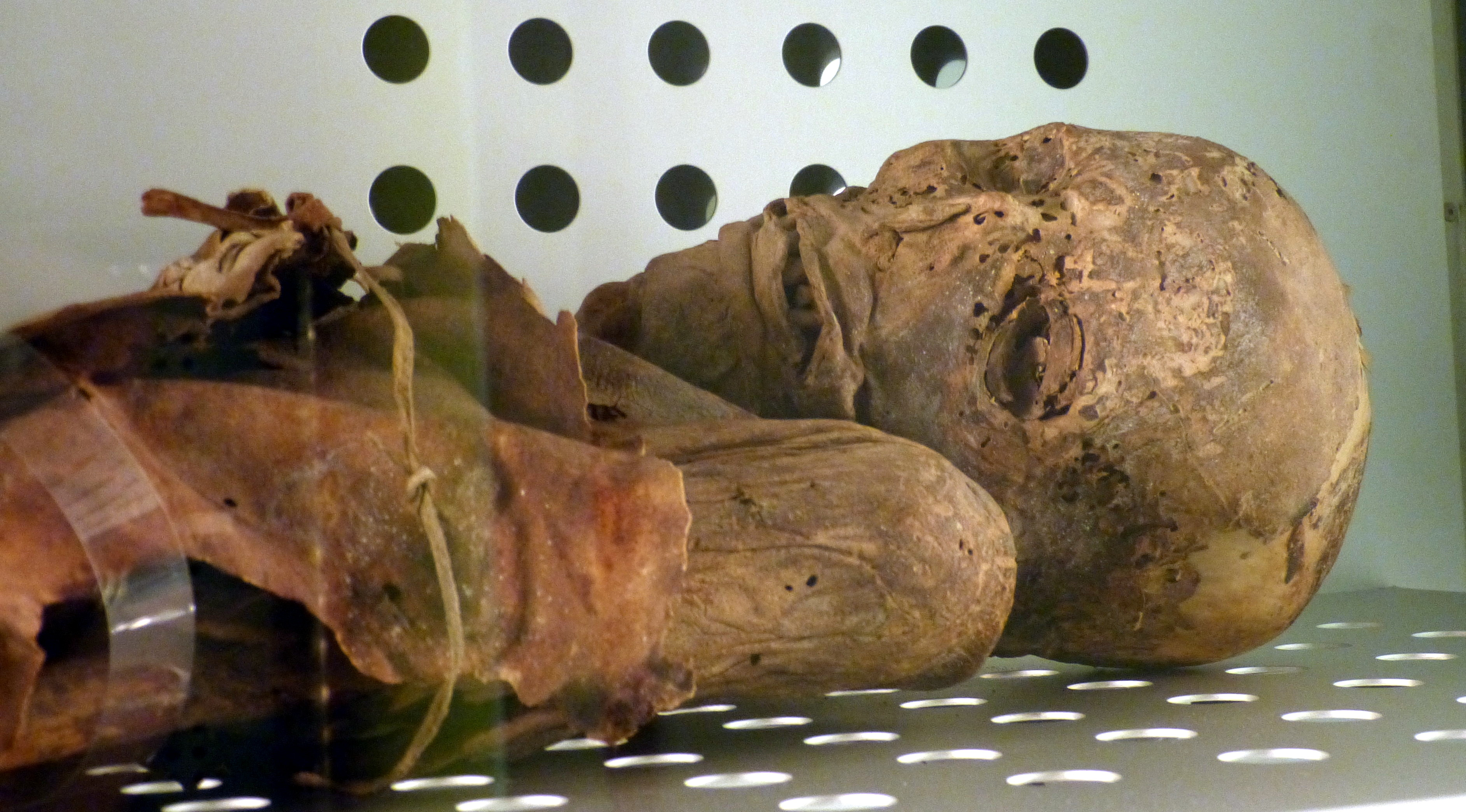
Мумия из Сан-Андреса.